# Anton Janson
Pour les articles homonymes, voir Janson.
 (janvier 2023).
Si vous disposez d'ouvrages ou d'articles de référence ou si vous connaissez des sites web de qualité traitant du thème abordé ici, merci de compléter l'article en donnant les références utiles à sa vérifiabilité et en les liant à la section « Notes et références ».
Anton Janson, né le 17 janvier 1620 dans la Frise (Pays-Bas) et mort le 18 novembre 1687 à Leipzig, est un fondeur de caractères et imprimeur néerlandais.

## Biographie
La police Janson (en) porte son nom, bien qu'il puisse également être attribué au poinçonneur et imprimeur hongrois Miklós Kis (1650-1702).